# ألفين كرانزلاين
ألفين كرانزلاين (Alvin Kraenzlein) هو لاعب أولمبي لرياضة ألعاب القوى من الولايات المتحدة. شارك في الأولمبياد الصيفي في 1900، وفاز بما مجموعه 4 ميداليات.

## الميداليات
| ذهب | فضة | برونز | المجموع |
| 4   | 0   | 0     | 4       |

## روابط خارجية
- ألفين كرانزلاين على موقع الاتحاد الدولي لألعاب القوى (الإنجليزية)
- ألفين كرانزلاين على موقع الاتحاد الأمريكي لسباقات المضمار والميدان، قاعة المشاهير (الإنجليزية)
- ألفين كرانزلاين على موقع اللجنة الأولمبية الدولية (الإنجليزية)
- ألفين كرانزلاين على موقع أوليمبيديا (الإنجليزية)